# Тетегем-Кудкерк-Віллаж
Тетегем-Кудкерк-Віллаж (фр. Téteghem-Coudekerque-Village) — муніципалітет у Франції, у регіоні О-де-Франс, департамент Нор. Тетегем-Кудкерк-Віллаж утворено 1 січня 2016 року шляхом злиття муніципалітетів Кудкерк-Віллаж i Тетегем. Адміністративним центром муніципалітету є Тетегем. Населення — 8384 особи (01.01.2021).